# Sylvia Tyson
Sylvia Tyson, née le 19 septembre 1940 à Chatham en Ontario, est une musicienne, auteure-compositrice-interprète et animatrice canadienne. Elle est surtout connue dans le cadre du duo folk Ian and Sylvia, avec Ian Tyson. Depuis 1993, elle fait partie du groupe folk féminin Quartette,.

## Jeunesse
Tyson est née Sylvia Fricker à Chatham, en Ontario. Elle est la deuxième d'une famille de quatre enfants ; son père est vendeur d'appareils pour la compagnie T. Eaton, et sa mère est organiste d'église et chef de chœur Dès son enfance, Fricker a décidé de devenir chanteuse ; bien que ses parents ont tenté de la décourager de poursuivre une carrière d'artiste. Elle a quitté Chatham en 1959 pour se produire à Toronto.  

## Ian and Sylvia
De 1959 à 1974, elle est dans le groupe Ian and Sylvia avec Ian Tyson. Les deux se sont rencontrés après qu'un ami de Tyson l'ait entendue chanter lors d'une fête et a fait connaître Ian à son sujet ; Tyson avait joué dans des clubs de Toronto en tant qu'artiste solo, mais après que Fricker et lui se soient rencontrés, ils ont décidé de travailler ensemble. Leur collaboration à plein temps a commencé en 1961 et se poursuivra pendant une décennie,. De la fin des années 1960 au début des années 1970, elle et Ian Tyson ont également dirigé le groupe de country rock Great Speckled Bird. 
Sylvia a écrit sa première et chanson la plus connue You Were on My Mind en 1962. Elle est enregistrée par Ian and Sylvia en 1964,. La chanson a été largement reprise et est devenue un single à succès au milieu des années 1960 pour le groupe de folk-rock basé à San Francisco We Five et aussi pour le chanteur pop britannique Crispian St. Peters.

## Fin de carrière
Après que les Tyson se soient séparés et aient cessé de jouer ensemble en 1975, Sylvia a commencé une carrière solo ; elle a sorti deux albums chez Capital Records, Woman's World en 1975 et Cool Wind from the North en 1976. Elle a ensuite créé une maison de disques indépendante, Salt Records, en 1978. Par le biais de ce label, elle sort les albums Satin on Stone en 1978 et Sugar for Sugar en 1979,.
En dehors de la scène musicale canadienne Sylvia Tyson a contribué en tant que membre du conseil d'administration de FACTOR et des Juno Awards. Avec Tom Russell, elle est rédactrice de l'anthologie de 1995 And Then I Wrote: The Songwriter Speaks. En 2011, elle a écrit son premier roman, intitulé Joyner's Dream.
Le 11 juillet 2010, Sylvia et Ian ont chanté leur chanson phare, Four Strong Winds, à l'occasion du 50e anniversaire du festival folklorique Mariposa, à Orillia, en Ontario. 
En 2012, Tyson et Cindy Church ont écrit une chanson de campagne pour l'Alberta Party, un parti politique centriste en Alberta.

## Prix et récompenses
Sylvia Tyson est nommée membre de l'Ordre du Canada en 1994.
Elle a été nommée sept fois pour un prix Juno, la première en 1987 en tant que chanteuse country de l'année. 
En juillet 2019, Ian Tyson et Sylvia Tyson sont intronisés au panthéon des auteurs-compositeurs, individuellement, et non en duo,.

## Discographie

### Singles
| Année | Single                                  | Classement  | Classement | Album                          |
| Année | Single                                  | CAN Country | CAN AC     | Album                          |
| ----- | --------------------------------------- | ----------- | ---------- | ------------------------------ |
| 1972  | Give It to the World                    | —           | 44         | single seul                    |
| 1975  | Sleep on My Shoulder                    | 35          | 24         | Woman's World                  |
| 1976  | Good Old Song                           | 42          | —          | Cool Wind from the North       |
| 1979  | Love Is a Fire                          | 32          | —          | Satin on Stone                 |
| 1980  | Same Old Thing                          | —           | 36         | Sugar for Sugar, Salt for Salt |
| 1985  | Up in Smoke                             | 50          | —          | single seul                    |
| 1986  | Denim Blue Eyes                         | 15          | —          | The Big Spotlight              |
| 1987  | Too Short a Ride                        | 20          | —          | The Big Spotlight              |
| 1989  | You Were on My Mind                     | 35          | —          | You Were on My Mind            |
| 1990  | Slow Moving Heart                       | 43          | —          | You Were on My Mind            |
| 1990  | Rhythm of the Road                      | 42          | —          | You Were on My Mind            |
| 1990  | Thrown to the Wolves (avec Tom Russell) | 43          | —          | You Were on My Mind            |
| 1992  | I Walk These Rails                      | 18          | —          | Gypsy Cadillac                 |
| 1993  | The Sound of One Heart Breaking         | 52          | —          | Gypsy Cadillac                 |